# Polo Chan
Polo Chan es un programa de entretenimiento emitido por la cadena autonómica de Galicia, TVG.
El game-show es la secuela de El Grand Prix del verano o Humor amarillo Es una competición entre pueblos de Galicia.

## Historia
Polo Chan comenzó a emitirse en TVG en el año 2011. Su primera edición estaba presentada por Rafa Durán y Javier Varela. El formato se basa en El Grand Prix del verano o Humor amarillo.

## Presentadores
ETAPA TVG
- Rafa Durán (2011-)
- Javier Varela (2011-)

- Datos: Q6081946